# Gondalpara
Gondalpara är ett område i staden Bhatpara i den indiska delstaten Västbengalen. Det var förr en dansk besittning, som också var känt som Danmarksnagore. Från 1698 till 1714 var det en del av Danska Indien, och styrdes från Tharangambadi.